# Nevermind
Nevermind – drugi album studyjny amerykańskiego zespołu grunge'owego Nirvana, wydany 24 września 1991 roku przez wytwórnię Geffen Records. Był to pierwszy album grupy wydany przez tę wytwórnię i wyprodukowany przez Butcha Viga. Album nagrano i zmiksowano w Sound City Studios w Van Nuys w Kalifornii.
Pomimo iż wytwórnia miała niskie oczekiwania co do komercyjnego powodzenia albumu, Nevermind odniósł sukces, w głównej mierze dzięki piosence „Smells Like Teen Spirit”, która była pierwszym singlem albumu. Pozostałe single z albumu to: „Come as You Are”, „Lithium” i „In Bloom”. Nevermind został sprzedany w 26 milionach egzemplarzy, z czego 10 milionów sprzedano w samych Stanach Zjednoczonych. Pismo Rolling Stone umieściło go na 17. miejscu rankingu 500 najlepszych albumów muzycznych wszech czasów.
Album w Polsce uzyskał status trzykrotnie platynowej płyty.
Wszystkie utwory zostały skomponowane wspólnie przez członków grupy, zaś autorem niemal wszystkich tekstów jest Kurt Cobain.

## Lista utworów
1. „Smells Like Teen Spirit” – 5:02
2. „In Bloom” – 4:15
3. „Come as You Are” – 3:39
4. „Breed” – 3:04
5. „Lithium” – 4:17
6. „Polly” – 2:56
7. „Territorial Pissings” – 2:23
8. „Drain You” – 3:44
9. „Lounge Act” – 2:37
10. „Stay Away” – 3:33
11. „On a Plain” – 3:17
12. „Something in the Way” – 3:51
13. „Endless, Nameless” (utwór bonusowy na niektórych wydaniach, tylko CD) – 6:44

## Twórcy
- Kurt Cobain – wokal, gitara
- Dave Grohl – perkusja, chórki
- Krist Novoselic – gitara basowa, chórki
- Chad Channing – perkusja w Polly
- Kirk Canning – wiolonczela w Something in the Way
- Butch Vig i Nirvana – produkcja
- Andy Wallace – miksowanie

## Nagrody i pozycja na listach
| Rok  | Lista           | Miejsce |
| ---- | --------------- | ------- |
| 1992 | Billboard 200   | 1.      |
| 1991 | Heatseekers     | 1.      |
| 1991 | Finlandia       | 1.      |
| 1992 | Portugalia      | 1.      |
| 1992 | Holandia        | 1.      |
| 1992 | Australia       | 1.      |
| 1992 | Szwajcaria      | 1.      |
| 1992 | Austria         | 1.      |
| 1992 | Norwegia        | 1.      |
| 1992 | Nowa Zelandia   | 2.      |
| 1992 | Hiszpania       | 2.      |
| 1992 | Niemcy          | 3.      |
| 1991 | Wielka Brytania | 6.      |
| 1992 | Węgry           | 14.     |
| 1992 | Szwecja         | 17.     |
| 1992 | Japonia         | 20.     |

## Interpretacje
- Cover utworu „Territorial Pissings” stworzyła grupa Ill Niño i opublikowała na albumie The Undercover Sessions (2006).
- Cover utworu „Breed” stworzyła grupa Otep i opublikowała na albumie The Ascension (2007).